# Discobola freyana
Discobola freyana là một loài ruồi trong họ Limoniidae. Chúng phân bố ở miền Cổ bắc.